# Abbey Is Blue
Abbey Is Blue — студійний альбом американської джазової співачки Еббі Лінкольн, випущений у 1959 році лейблом Riverside.

## Опис
Третій з трьох альбомів Еббі Лінкольн на лейблі Riverside демонструє її співпрацю з ударником (а також на той час і чоловіком) Максом Роучем. Їй акомпанують трубач Кенні Доргем, піаніст Вінтон Келлі, Лес Спенн (який грає на гітарі та флейті), басист Сем Джонс і ударник Філлі Джо Джонс на семи з десяти піснях, а постійний на той час квінтет Роуча на трьох інших. Лінкольн доволі емоційна і виразна на цій сесії. Серед пісень найбільше виділяються її вокальна версія «Afro-Blue», «Come Sunday» Оскара Брауна, мол., «Brother, Where Are You», «Softly, As in a Morning Sunrise», «Long as You're Living» і власна пісня Лінкольн «Let Up».

## Список композицій
1. «Afro Blue» (Монго Сантамарія) — 3:20
2. «Lonely House» (Ленгстон Г'юз, Курт Вайль) — 3:40
3. «Let Up» (Еббі Лінкольн) — 5:32
4. «Thursday's Child» (Елісс Бойд, Мюррей Гранд) — 3:28
5. «Brother, Where Are You?» (Оскар Браун, мол.) — 3:10
6. «Laugh, Clown, Laugh» (Джо Янг, Сем Льюїс, Тед Фіоріто) — 5:21
7. «Come Sunday» (Дюк Еллінгтон) — 5:12
8. «Softly, as in a Morning Sunrise» (Оскар Геммерстайн ІІ, Зігмунд Ромберг) — 2:46
9. «Lost in the Stars» (Максвелл Андерсон, Курт Вайль) — 4:07
10. «Long as You're Living» (Оскар Браун, мол., Томмі Террентайн) — 2:31

## Учасники запису
- Еббі Лінкольн — вокал
- Кенні Доргем (2, 4, 7—9), Томмі Террентайн (1, 3, 6 і 10) — труба
- Джуліан Прістер — тромбон (1, 3, 6 і 10)
- Лес Спенн — гітара (2, 4, 7—9), флейта (5)
- Стенлі Террентайн — тенор-саксофон (1, 3, 6 і 10)
- Седар Волтон (1, 3, 6 і 10), Вінтон Келлі (2, 4, 5), Філ Райт (7—9) — фортепіано
- Сем Джонс (2, 4, 5, 7-9), Боб Босвелл (1, 3, 6 і 10) — контрабас
- Макс Роуч (1, 3, 6 і 10), Філлі Джо Джонс (2, 4, 5, 7-9) — ударні

Технічний персонал
- Оррін Кіпньюз — продюсер, текст
- Джек Хіггінс — інженер
- Лоуренс Н. Шустак — фотографія
- Гарріс Левайн, Кен Брейрен, Пол Бейкон — дизайн [обкладинка]